# George Buckley (Manager)

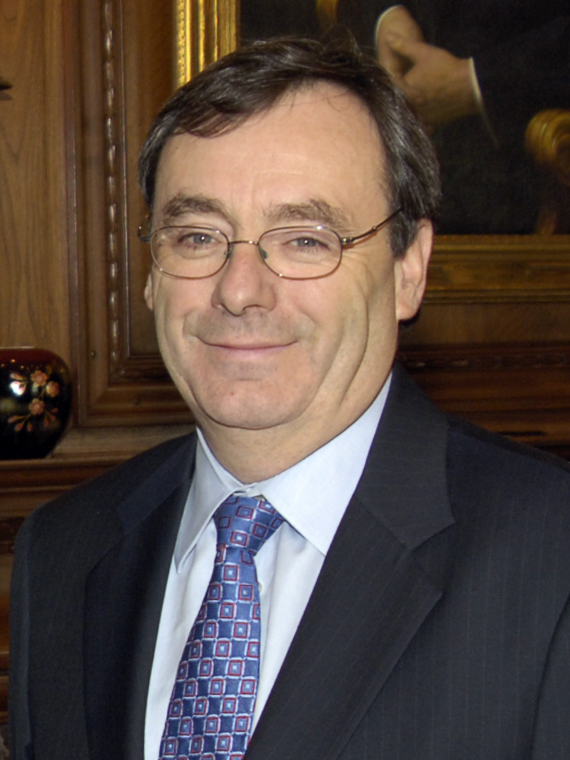
George Buckley, 2006

George W. Buckley (* 23. Februar 1947 in Sheffield, England) ist ein britischer Manager.

## Leben
Buckley studierte an der Universität Southampton und an der Universität Huddersfield in England. Buckley war bei den US-amerikanischen Unternehmen Emerson Electric und danach Brunswick Corporation tätig. Von Dezember 2005 bis zu seinem Ruhestand im Juni 2012 war Buckley Chairman, Präsident und CEO des US-amerikanischen Unternehmens 3M. Seit Oktober 2020 hat Buckley die vorwiegend repräsentative Position des Kanzlers der Universität Huddersfield inne.